# Capri Anderson
Capri Anderson, geboren als Christina Walsh (New York, 30 maart 1988), is een pornografisch actrice. Ze begon haar carrière toen ze ongeveer 20 was. Ze is in totaal in 57 verschillende titels verschenen, waarvan 36 films.

## Schandaal
In oktober 2010 was Walsh verwikkeld in een schandaal rondom acteur Charlie Sheen. In het televisieprogramma Good Morning America vertelde Walsh dat ze seks had gehad met Charlie Sheen in het Plaza Hotel en die zou haar in een woedeaanval geprobeerd hebben te wurgen. Na het incident bood Sheen haar via sms 20.000 dollar aan. Als reactie op het interview van Walsh begon Sheen een rechtszaak over afpersing tegen haar. In 2013 trok zij echter bij Sheen in.

## Filmografie (selectie)
- Filthy's First Taste 7 (2007)
- Cable Guy Sex (2007)
- Barely Legal 96 (2008)
- Lesbian Tendencies (2009)
- Foot Fetish Daily, Vol. 1 (2009)
- Amateur Angels 22 (2010)
- GirlZtown (2010)
- Lesbian Legal Part 8 (2010)
- Molly's Life, Vol. 5 (2010)
- Meow! (2010)
- Me & My Girlfriends (2010)
- Damn, She's a Lesbian (2010)
- Lesbian Cheerleader Squad 5 (2011)
- My Little Black Book (2011)
- Spider-Man XXX: A Porn Parody (2011)
- Superman vs. Spider-Man XXX: An Axel Braun Parody (2012)
- This Isn't the Twilight Saga: Breaking Dawn - The XXX Parody Part 2 (2012)
- My Slutty Friends (2013)
- Lesbian Psychodramas 12: Cheaters (2013)
- Lesbian Love Stories 2: Chance Encounters (2013)
- OMG... It's the Leaving Las Vegas XXX Parody (2013)
- E.T. XXX (2013)
- Exite Me (2015)
- Sister Act (2017)

## Prijzen
Walsh werd genomineerd voor in totaal drie AVN Awards, namelijk:
- 2011 - Beste internetster.[4]
- 2011 - Beste seksscène bestaand uit alleen vrouwelijke koppels in Foot Fetish Daily.[4]
- 2011 - Beste plaagscène in Meow!.[4]